# سسک زیبا
سسک زیبا (نام علمی: Phylloscopus pulcher) نام یک گونه از تیره سسک‌های برگی است.